# Alan McLoughlin
Alan Francis McLoughlin (Manchester, 20 aprile 1967 – Dublino, 4 maggio 2021) è stato un calciatore e allenatore di calcio irlandese, di ruolo centrocampista.

## Biografia
Già colpito da tumore nel 2012 e inizialmente operato con successo, è scomparso nel 2021 all'età di 54 anni a seguito di un carcinoma renale.

## Carriera
Il 17 novembre 1993 a Belfast mise a segno il gol decisivo, contro l’Irlanda del Nord, che consentì alla Repubblica d’Irlanda di qualificarsi al Campionato del Mondo di Calcio del 1994.

## Statistiche

### Cronologia presenze e reti in nazionale
| Cronologia completa delle presenze e delle reti in nazionale ― Irlanda | Cronologia completa delle presenze e delle reti in nazionale ― Irlanda | Cronologia completa delle presenze e delle reti in nazionale ― Irlanda | Cronologia completa delle presenze e delle reti in nazionale ― Irlanda | Cronologia completa delle presenze e delle reti in nazionale ― Irlanda | Cronologia completa delle presenze e delle reti in nazionale ― Irlanda | Cronologia completa delle presenze e delle reti in nazionale ― Irlanda | Cronologia completa delle presenze e delle reti in nazionale ― Irlanda |
| Data                                                                   | Città                                                                  | In casa                                                                | Risultato                                                              | Ospiti                                                                 | Competizione                                                           | Reti                                                                   | Note                                                                   |
| ---------------------------------------------------------------------- | ---------------------------------------------------------------------- | ---------------------------------------------------------------------- | ---------------------------------------------------------------------- | ---------------------------------------------------------------------- | ---------------------------------------------------------------------- | ---------------------------------------------------------------------- | ---------------------------------------------------------------------- |
| 2-6-1990                                                               | Ta' Qali                                                               | Malta                                                                  | 0 – 3                                                                  | Irlanda                                                                | Amichevole                                                             | -                                                                      |                                                                        |
| 11-6-1990                                                              | Cagliari                                                               | Inghilterra                                                            | 1 – 1                                                                  | Irlanda                                                                | Mondiali 1990 - 1º turno                                               | -                                                                      | 64’                                                                    |
| 17-6-1990                                                              | Palermo                                                                | Egitto                                                                 | 0 – 0                                                                  | Irlanda                                                                | Mondiali 1990 - 1º turno                                               | -                                                                      | 64’                                                                    |
| 12-9-1990                                                              | Dublino                                                                | Irlanda                                                                | 1 – 0                                                                  | Marocco                                                                | Amichevole                                                             | -                                                                      | 70’                                                                    |
| 14-11-1990                                                             | Dublino                                                                | Irlanda                                                                | 1 – 1                                                                  | Inghilterra                                                            | Qual. Euro 1992                                                        | -                                                                      | 74’                                                                    |
| 6-2-1991                                                               | Wrexham                                                                | Galles                                                                 | 0 – 3                                                                  | Irlanda                                                                | Amichevole                                                             | -                                                                      |                                                                        |
| 22-5-1991                                                              | Dublino                                                                | Irlanda                                                                | 1 – 1                                                                  | Cile                                                                   | Amichevole                                                             | -                                                                      | 63’                                                                    |
| 11-9-1991                                                              | Győr                                                                   | Ungheria                                                               | 1 – 2                                                                  | Irlanda                                                                | Amichevole                                                             | -                                                                      | 46’ 54’                                                                |
| 19-2-1992                                                              | Dublino                                                                | Irlanda                                                                | 0 – 1                                                                  | Galles                                                                 | Amichevole                                                             | -                                                                      | 46’                                                                    |
| 29-4-1992                                                              | Dublino                                                                | Irlanda                                                                | 4 – 1                                                                  | Stati Uniti                                                            | Amichevole                                                             | -                                                                      |                                                                        |
| 30-5-1992                                                              | Washington                                                             | Stati Uniti                                                            | 3 – 1                                                                  | Irlanda                                                                | U.S. Cup 1992                                                          | -                                                                      | 80’                                                                    |
| 4-6-1992                                                               | Boston                                                                 | Italia                                                                 | 2 – 0                                                                  | Irlanda                                                                | U.S. Cup 1992                                                          | -                                                                      | 46’                                                                    |
| 7-6-1992                                                               | Boston                                                                 | Portogallo                                                             | 0 – 2                                                                  | Irlanda                                                                | U.S. Cup 1992                                                          | -                                                                      |                                                                        |
| 17-2-1993                                                              | Dublino                                                                | Irlanda                                                                | 2 – 1                                                                  | Galles                                                                 | Amichevole                                                             | -                                                                      |                                                                        |
| 29-5-1993                                                              | Dublino                                                                | Irlanda                                                                | 2 – 4                                                                  | Ungheria                                                               | Amichevole                                                             | -                                                                      | 15’                                                                    |
| 17-11-1993                                                             | Belfast                                                                | Irlanda del Nord                                                       | 1 – 1                                                                  | Irlanda                                                                | Qual. Mondiali 1994                                                    | 1                                                                      | 70’                                                                    |
| 23-3-1994                                                              | Dublino                                                                | Irlanda                                                                | 0 – 0                                                                  | Russia                                                                 | Amichevole                                                             | -                                                                      |                                                                        |
| 20-4-1994                                                              | Tilburg                                                                | Paesi Bassi                                                            | 0 – 1                                                                  | Irlanda                                                                | Amichevole                                                             | -                                                                      | 83’                                                                    |
| 12-10-1994                                                             | Dublino                                                                | Irlanda                                                                | 4 – 0                                                                  | Liechtenstein                                                          | Qual. Euro 1996                                                        | -                                                                      | 46’                                                                    |
| 29-5-1996                                                              | Dublino                                                                | Irlanda                                                                | 0 – 1                                                                  | Portogallo                                                             | Amichevole                                                             | -                                                                      |                                                                        |
| 2-6-1996                                                               | Dublino                                                                | Irlanda                                                                | 2 – 2                                                                  | Croazia                                                                | Amichevole                                                             | -                                                                      | 72’                                                                    |
| 4-6-1996                                                               | Rotterdam                                                              | Paesi Bassi                                                            | 3 – 1                                                                  | Irlanda                                                                | Amichevole                                                             | -                                                                      |                                                                        |
| 9-6-1996                                                               | Foxborough                                                             | Stati Uniti                                                            | 2 – 1                                                                  | Irlanda                                                                | U.S. Cup 1996                                                          | -                                                                      |                                                                        |
| 12-6-1996                                                              | East Rutherford                                                        | Messico                                                                | 2 – 2                                                                  | Irlanda                                                                | U.S. Cup 1996                                                          | -                                                                      |                                                                        |
| 15-6-1996                                                              | East Rutherford                                                        | Bolivia                                                                | 0 – 3                                                                  | Irlanda                                                                | U.S. Cup 1996                                                          | -                                                                      | 46’                                                                    |
| 31-8-1996                                                              | Eschen                                                                 | Liechtenstein                                                          | 0 – 5                                                                  | Irlanda                                                                | Qual. Mondiali 1998                                                    | -                                                                      |                                                                        |
| 9-10-1996                                                              | Dublino                                                                | Irlanda                                                                | 3 – 0                                                                  | Macedonia                                                              | Qual. Mondiali 1998                                                    | -                                                                      | 42’ 88’                                                                |
| 10-11-1996                                                             | Dublino                                                                | Irlanda                                                                | 0 – 0                                                                  | Islanda                                                                | Qual. Mondiali 1998                                                    | -                                                                      |                                                                        |
| 11-2-1997                                                              | Cardiff                                                                | Galles                                                                 | 0 – 0                                                                  | Irlanda                                                                | Amichevole                                                             | -                                                                      | 52’                                                                    |
| 2-4-1997                                                               | Skopje                                                                 | Macedonia                                                              | 3 – 2                                                                  | Irlanda                                                                | Qual. Mondiali 1998                                                    | 1                                                                      | 14’                                                                    |
| 20-8-1997                                                              | Dublino                                                                | Irlanda                                                                | 0 – 0                                                                  | Lituania                                                               | Qual. Mondiali 1998                                                    | -                                                                      | 73’                                                                    |
| 6-9-1997                                                               | Reykjavík                                                              | Islanda                                                                | 2 – 4                                                                  | Irlanda                                                                | Qual. Mondiali 1998                                                    | -                                                                      |                                                                        |
| 10-9-1997                                                              | Vilnius                                                                | Lituania                                                               | 1 – 2                                                                  | Irlanda                                                                | Qual. Mondiali 1998                                                    | -                                                                      |                                                                        |
| 11-10-1997                                                             | Dublino                                                                | Irlanda                                                                | 1 – 1                                                                  | Romania                                                                | Qual. Mondiali 1998                                                    | -                                                                      | 62’                                                                    |
| 15-11-1997                                                             | Bruxelles                                                              | Belgio                                                                 | 2 – 1                                                                  | Irlanda                                                                | Qual. Mondiali 1998                                                    | -                                                                      | 49’                                                                    |
| 25-3-1998                                                              | Olomouc                                                                | Rep. Ceca                                                              | 2 – 1                                                                  | Irlanda                                                                | Amichevole                                                             | -                                                                      | 61’                                                                    |
| 18-11-1998                                                             | Belgrado                                                               | Jugoslavia                                                             | 1 – 0                                                                  | Irlanda                                                                | Qual. Euro 2000                                                        | -                                                                      | 72’                                                                    |
| 10-2-1999                                                              | Dublino                                                                | Irlanda                                                                | 2 – 0                                                                  | Paraguay                                                               | Amichevole                                                             | -                                                                      | 81’                                                                    |
| 28-4-1999                                                              | Dublino                                                                | Irlanda                                                                | 2 – 0                                                                  | Svezia                                                                 | Amichevole                                                             | -                                                                      |                                                                        |
| 29-5-1999                                                              | Dublino                                                                | Irlanda                                                                | 0 – 1                                                                  | Irlanda del Nord                                                       | Amichevole                                                             | -                                                                      | 46’                                                                    |
| 4-9-1999                                                               | Zagabria                                                               | Croazia                                                                | 1 – 0                                                                  | Irlanda                                                                | Qual. Euro 2000                                                        | -                                                                      | 51’                                                                    |
| 8-9-1999                                                               | Ta' Qali                                                               | Malta                                                                  | 2 – 3                                                                  | Irlanda                                                                | Qual. Euro 2000                                                        | -                                                                      | 54’                                                                    |
| 9-10-1999                                                              | Skopje                                                                 | Macedonia                                                              | 1 – 1                                                                  | Irlanda                                                                | Qual. Euro 2000                                                        | -                                                                      |                                                                        |
| Totale                                                                 |                                                                        | Presenze                                                               | 43                                                                     |                                                                        | Reti                                                                   | 2                                                                      |                                                                        |